# Schinus meyeri
Schinus meyeri är en sumakväxtart som beskrevs av Fred Alexander Barkley. Schinus meyeri ingår i släktet Schinus och familjen sumakväxter. Inga underarter finns listade i Catalogue of Life.